# خوسيه فالنتين
خوسيه فالنتين (بالإنجليزية: José Valentín)‏ هو لاعب كرة قاعدة أمريكي، ولد في 12 أكتوبر 1969 في Manatí, Puerto Rico ‏ في الولايات المتحدة.

## وصلات خارجية
- خوسيه فالنتين على موقع دوري كرة القاعدة الرئيسي (الإنجليزية)
- خوسيه فالنتين على موقعبيزبول رفرنس.كوم (الدوري الرئيسي) (الإنجليزية)
- خوسيه فالنتين على موقعبيزبول رفرنس.كوم (الدوري الثانوي) (الإنجليزية)
- خوسيه فالنتين على موقع إي إس بي إن.كوم (أم.أل.بي) (الإنجليزية)
- خوسيه فالنتين على موقع مشجعي الرسوم البيانية (الإنجليزية)